# Sant Pau de Segúries
Sant Pau de Segúries – gmina w Hiszpanii, w prowincji Girona, w Katalonii, o powierzchni 8,91 km². W 2011 roku gmina liczyła 675 mieszkańców.